# 田子傑
田子傑（1995年1月19日—），台灣男子羽球選手。

## 簡歷
2013年6月，田子傑出戰馬爾代夫羽毛球國際挑戰賽，與王齊麟打進男雙決賽；他們最終以（21-15、21-17）擊敗印尼組合，拿下個人生涯首個國際賽冠軍。

## 主要比賽成績
只列出曾進入準決賽的國際賽事成績：
| 年份   | 賽事                     | 公開賽級別 | 項目     | 拍檔      | 成績   |
| ------ | ------------------------ | ---------- | -------- | --------- | ------ |
| 2011年 | 世界青年羽毛球錦標賽     | 其他       | 混合團體 | －        | 季軍   |
| 2011年 | 世界青年羽毛球錦標賽     | 其他       | 男子雙打 | 王志豪    | 季軍   |
| 2013年 | 馬爾代夫羽毛球國際挑戰賽 | 國際挑戰賽 | 男子雙打 | 王齊麟    | 冠軍   |
| 2013年 | 世界青年羽毛球錦標賽     | 其他       | 男子雙打 | 王齊麟    | 準決賽 |
| 2013年 | 印度羽毛球國際挑戰賽     | 國際挑戰賽 | 男子雙打 | 王齊麟    | 亞軍   |
| 2014年 | 新加坡羽毛球國際系列賽   | 國際系列賽 | 男子雙打 | 田人傑    | 準決賽 |
| 2014年 | 奧克蘭羽毛球國際賽       | 國際系列賽 | 男子雙打 | 鲁德·博世 | 亞軍   |
| 2014年 | 荷蘭羽毛球大獎賽         | 大獎賽     | 男子雙打 | 鲁德·博世 | 準決賽 |
| 2015年 | 越南羽毛球國際挑戰賽     | 國際挑戰賽 | 男子雙打 | 盧敬堯    | 冠軍   |

| 2007-2017年 | 首要超級賽 | 超級賽 | 黃金大獎賽 | 大獎賽 | 國際挑戰賽 | 國際系列賽 | 未來系列賽 | 其他 |